# Kampania w Holenderskich Indiach Wschodnich
Kampania w Holenderskich Indiach Wschodnich – podbój Holenderskich Indii Wschodnich (dzisiejsza Indonezja) przez siły Imperium Japonii w pierwszym etapie wojny na Pacyfiku w latach 1941–1942, podczas II wojny światowej. Siły aliantów bezskutecznie próbowały bronić wysp. Holenderskie Indie Wschodnie były jednym z pierwszych celów Japończyków ze względu na ich bogate złoża ropy naftowej, które mogły stać się istotnym zasobem podczas wojny. Kampania, a następnie trwająca trzy i pół roku okupacja japońska były również ważnym czynnikiem wyznaczającym koniec holenderskich rządów kolonialnych w regionie.

## Tło sytuacyjne

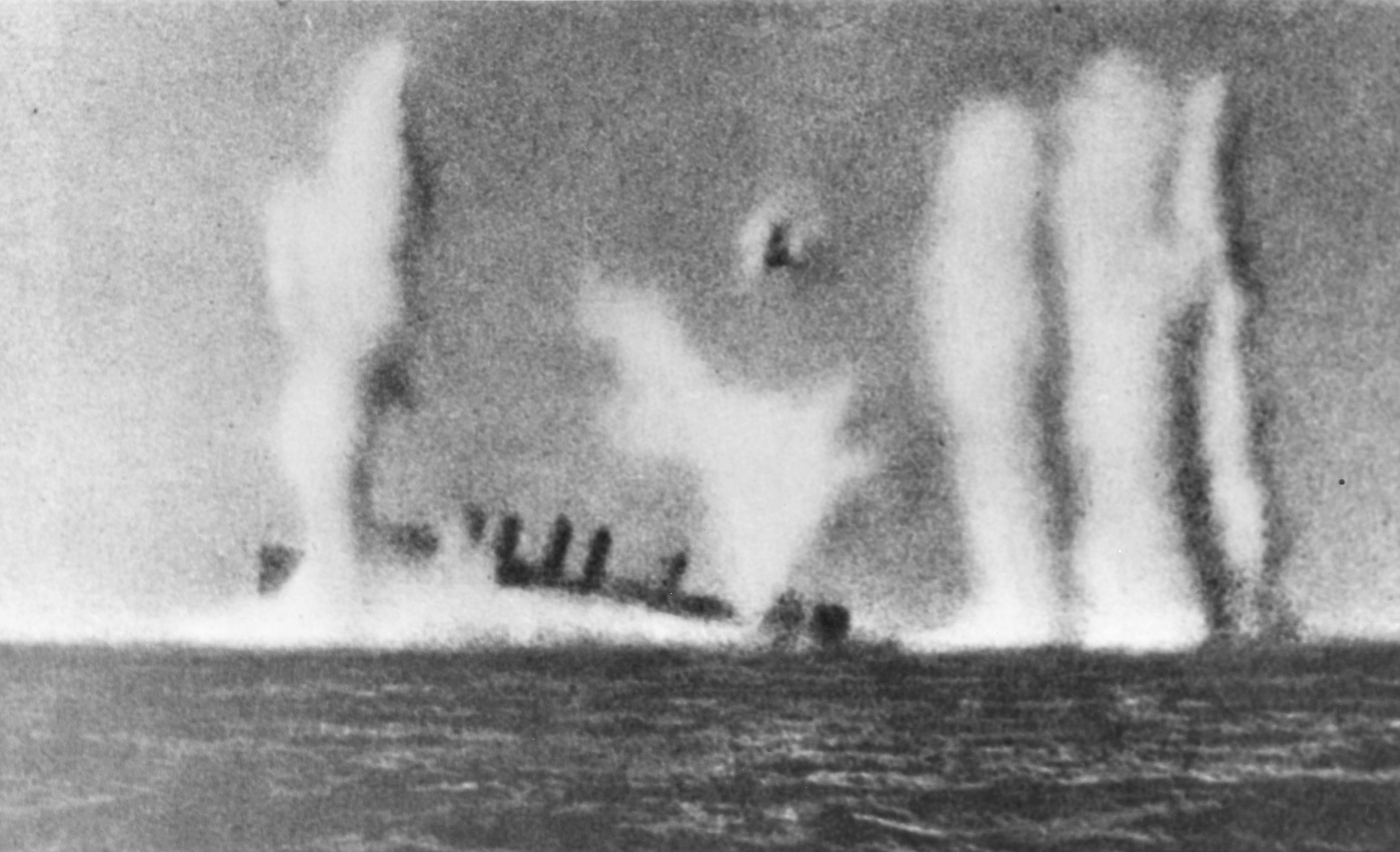
Niszczyciel USS „Edsall” (DD-219) Marynarki Wojennej Stanów Zjednoczonych typu Clemson (błędnie zidentyfikowany jako HMS „Pope”) został zatopiony 1 marca 1942 r. na południe od Jawy. Okręty wojenne Cesarskiej Marynarki Wojennej Japonii, w tym pancerniki „Kirishima” i „Hiei”, wznowiły ostrzał unieruchomionego „Edsalla” w pobliżu Jawy 1 marca 1942 r., po tym jak niszczyciel został poważnie uszkodzony przez bombowce nurkujące z lotniskowca. Niszczyciel zatonął chwilę później. Japoński operator, prawdopodobnie na krążowniku „Tone”, sfilmował około 90 sekund jej agonii. Pojedyncza klatka z filmu nagranego z pokładu rejsu IJN „Tone” została później wykorzystana jako zdjęcie propagandowe, gdzie błędnie zidentyfikowano jednostkę jako brytyjski niszczyciel HMS „Pope”. Nie było nigdy okrętu o takiej nazwie. USS „Pope” (DD-225) został zatopiony w wyniku ataku powietrznego podczas drugiej bitwy na Morzu Jawajskim tego samego dnia, ale setki mil stąd

Holenderskie Indie Wschodnie były jednym z głównych celów Japonii w momencie jej przystąpienia do wojny na pełną skalę, ponieważ ten region posiadał obfite cenne zasoby, z których najważniejsze były plantacje kauczuku i pola naftowe; kolonia ta była czwartym co do wielkości eksporterem ropy naftowej na świecie, za USA, Iranem i Rumunią. Ropa spowodowała, że wyspy zaczęły odgrywać niezwykle ważną rolę w planach zaopatrzeniowych Cesarskiej Armii Japońskiej, dlatego starała się ona zagwarantować sobie ciągłość dostaw. Wysłano cztery lotniskowce i jeden lekki lotniskowiec wraz z czterema szybkimi pancernikami klasy Kongō, 13 ciężkich krążowników oraz wiele lekkich krążowników i niszczycieli, aby wesprzeć ich lądowanie piechoty z morza, a także przeprowadzać naloty na miasta, jednostki pływające i transportowce aliantów w obszarze Holenderskich Indii Wschodnich, jak i wokół Oceanu Indyjskiego.
Dostęp do ropy był jednym z głównych ogniw japońskiego wysiłku wojennego, ponieważ Wyspy Japońskie nie posiadają rodzimego źródła tego surowca, w 1941 r. Japończycy nie mogli sami wyprodukować ilości ropy wystarczającej do tego, aby zaspokoić choćby 10% swoich potrzeb, nawet przy pozyskiwaniu ropy z łupków wydobywanych w Mandżurii z wykorzystaniem procesu Fushun. Japonia szybko straciła 93 proc. istniejących zapasów ropy po tym, jak prezydent Franklin Delano Roosevelt wydał 26 lipca 1941 r. dekret, który zamroził wszystkie japońskie aktywa w USA i nałożył embargo na cały eksport ropy do Japonii. Ponadto rząd holenderski na uchodźstwie, za namową aliantów i przy wsparciu królowej Wilhelminy, zerwał traktat gospodarczy z Japonią i w sierpniu również wprowadził embargo. Japońskie rezerwy wojskowe i gospodarcze obejmowały tylko półtora roku normalnego zużycia ropy. Ponieważ obawiano się wypowiedzenia wojny przez Amerykanów, gdyby Japonia zajęła Holenderskie Indie Wschodnie, Cesarska Marynarka Wojenna planowała wcześniej wyeliminować amerykańską Flotę Pacyfiku, umożliwiając swojej armii przejęcie wysp; doprowadziło to do ataku na Pearl Harbor 7 grudnia 1941 r.

## Wypowiedzenie wojny
Pod koniec listopada rząd holenderski w Indiach Wschodnich podlegający rządowi holenderskiemu na uchodźstwie (już będącemu w stanie wojny z Japonią, sojusznikiem Niemców w Europie) rozpoczął przygotowania do walki z Japończykami: okręty Królewskiej Holenderskiej Marynarki Wojennej zostały wysłane w morze, a Królewskie Holenderskie Siły Powietrzne postawiono w stan najwyższej gotowości. 4 grudnia, trzy dni po podjęciu decyzji o prowadzeniu wojny przeciwko USA, Wielkiej Brytanii i Holandii, rząd japoński postanowił zmodyfikować swoje plany i „traktować Holandię jako quasi wroga, dopóki nie dojdzie do konfrontacji militarnej”. Uczyniono to w nadziei, że Holendrzy nie zniszczą instalacji naftowych, dopóki Japończycy nie będą gotowi do inwazji. Jednak 8 grudnia 1941 r. w publicznym oświadczeniu Holandia wypowiedziała wojnę Japonii. Do godziny 7:00 w dniu ataku rząd Holenderskich Indii Wschodnich ostrzegł kapitanów statków handlowych, aby udali się do najbliższego portu. O tej godzinie generalny gubernator publicznie ogłosił przez radio, że Holandia „przyjmuje wyzwanie i podnosi broń przeciwko Imperium Japońskiemu”. Instrukcje zostały przesłane do ambasady w Tokio o 2:30 w nocy, nawet zanim wiadomość o ataku na Pearl Harbor dotarła do holenderskiego rządu w Londynie o 4:00 rano. Instrukcje otrzymano dopiero wieczorem następnego dnia, a wypowiedzenie wojny zostało ostatecznie przekazane japońskiemu ministrowi spraw zagranicznych Shigenori Tōgō przez holenderskiego ambasadora J. C. Pabsta, rano 10 grudnia. Ambasador Szwecji zgodził się zająć holenderskimi interesami przez czas trwania konfliktu.
Deklaracja holenderska nie zmieniła japońskiej decyzji, a zwrotne wypowiedzenie wojny Holandii przez Japonię nastąpiło dopiero 11 stycznia 1942 r. Kiedy w 1946 r. Japonia została oskarżona o prowadzenie „wojny najeźdźczej” przed Międzynarodowym Trybunałem Wojskowym dla Dalekiego Wschodu, argumentowano, że jej stosunek do Holandii był inny, ponieważ Holendrzy wypowiedzieli wojnę jako pierwsi. Trybunał odrzucił to tłumaczenie, uzasadniając decyzję tym, że jedynym zamiarem Japończyków było „danie Holendrom mniej czasu na zniszczenie szybów naftowych”. Stwierdzono, że Holandia wypowiedziała wojnę w obronie własnej.

## Kampania
Gen. Hisaichi Terauchi, dowódca Południowej Ekspedycyjnej Grupy Armii, rozpoczął kampanię od wysłania 16 Armii pod dowództwem gen. Hitoshi Imamury w celu zaatakowania wyspy Borneo. 17 grudnia siły japońskie z powodzeniem wylądowały nw pobliżu Miri, centrum produkcji ropy w północnym Sarawaku, przy wsparciu okrętów wojennych, lotniskowca, trzech krążowników i czterech niszczycieli.
Początkowo siły japońskie rozpoczęły naloty na kluczowe obszary i zyskały przewagę w powietrzu. Po nalotach wysadzono desanty morskie w kilku lokalizacjach w pobliżu lotnisk i innych ważnych punktów w okolicy. Oprócz lądowań w Miri, japońskie siły dokonały desantów w Seria, Kuching, Jesselton i Sandakan pomiędzy 15 grudnia 1941 r. a 19 stycznia 1942 r. Po zdobyciu tych głównych celów na Borneo, japońskie siły zaplanowały potrójny atak na południe, trzema siłami o nazwie Siła Wschodnia, Siła Centralna i Siła Zachodnia. Celem tego ataku było przejęcie głównych zasobów ropy naftowej w Holenderskich Indiach Wschodnich. Siła Wschodnia miała przejść od Jolo i Davao oraz ruszyć, aby zająć wyspy Celebes, Amboinę i Timor, jednocześnie chroniąc flankę Siły Centralnej. Siła Centralna miała przejąć pola naftowe i lotniska w rejonie Tarakan i Balikpapan. Obie te siły miały wspierać Siłę Zachodnią, które otrzymała zadanie zdobycia rafinerii ropy naftowej i lotnisk w Palembang. Siły japońskie rozpoczęły atak 11 stycznia i wylądowały na Tarakanie.

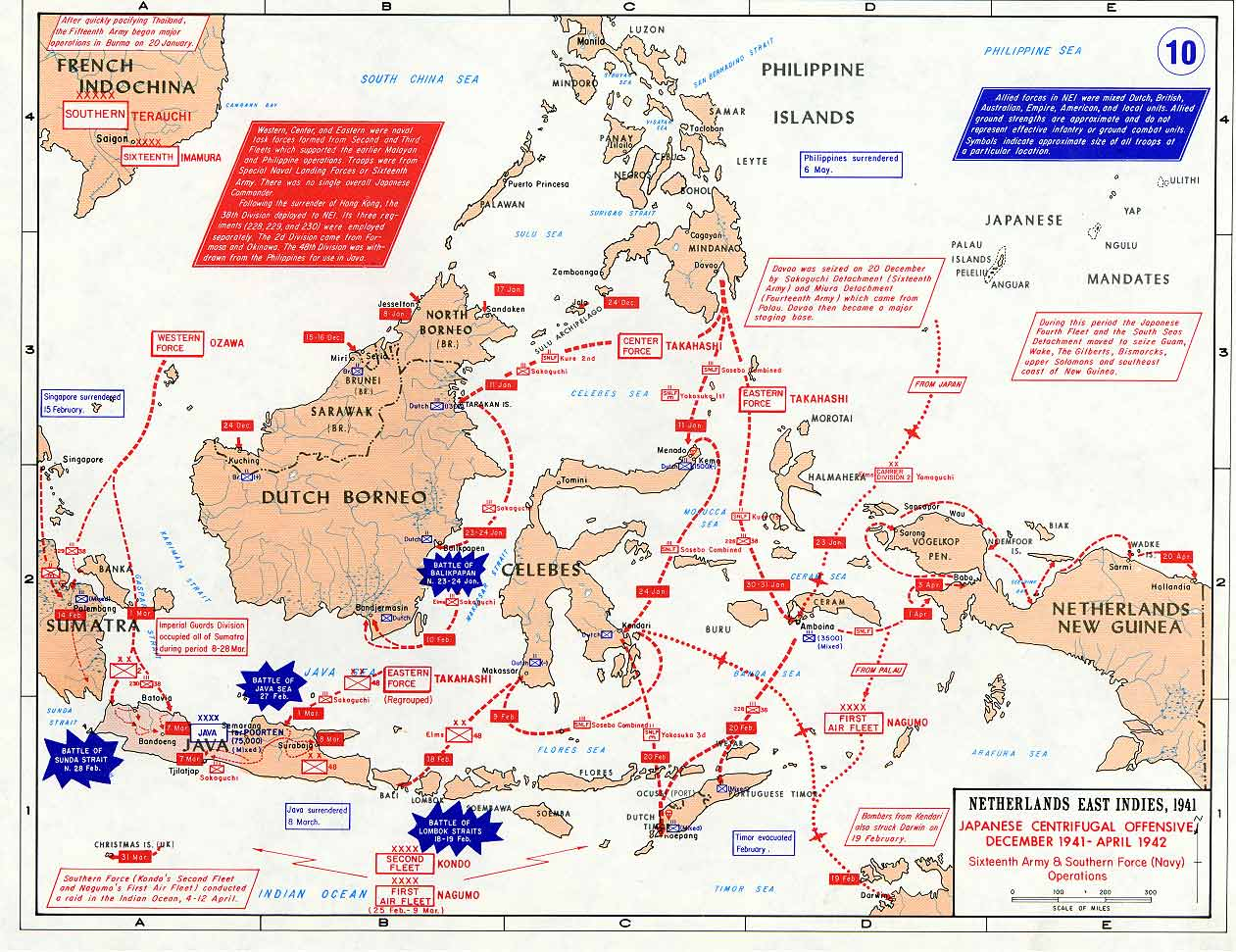
Schemat operacji w Holenderskich Indiach Wschodnich, na Sarawaku, Borneo Północnym (brytyjskim) i Timorze Portugalskim

Aby koordynować walkę przeciwko Japończykom sił amerykańskich, brytyjskich, holenderskich i australijskich, połączono wszystkie dostępne siły lądowe i morskie pod jednym wspólnym dowództwem ABDA. Dowództwo ta zostało powołane 15 stycznia 1942 r., a na jego czele stanął brytyjski feldmarsz. Archibald Wavell. Struktura dowodzenia obejmowała gen. United States Army Air Forces George’a Bretta jako zastępcę dowódcy oraz brytyjskiego generała Henry’ego Roydsa Pownalla jako szefa sztabu; pod nimi służyli: amerykański admirał Thomas Charles Hart jako dowódca sił morskich, holenderski generał Hein ter Poorten jako dowódca sił lądowych oraz brytyjski dowódca lotniczy, gen. Richard Peirse jako dowódca sił powietrznych. Chociaż siły zostały połączone, to miały różne priorytety: Brytyjczycy uważali, że obrona terytorium Singapuru i wschodnich wejść na Ocean Indyjski (droga do Cejlonu Brytyjskiego oraz Indii Brytyjskich) jest najważniejsza, Amerykanie i Australijczycy nie chcieli całkowitej penetracji Azji Południowo-Wschodniej, która pozbawiłaby ich baz niezbędnych do każdej poważnej kontrofensywy. Jedynie Holendrzy uznawali Jawę i Sumatrę, „drugą ojczyznę, w której handlowali i mieszkali przez ponad trzy stulecia”, za najważniejsze miejsce do obrony.
Połączone siły nie były w stanie powstrzymać ani nawet spowolnić Japończyków z powodu ich znacznej przewagi liczebnej; aby stawić czoła atakującym japońskim siłom morskim ABDA mogła wykorzystać luźny zbiór jednostek pływających zebranych ze wszystkich dostępnych formacji, w tym z rozbitej amerykańskiej Floty Azjatyckiej (wycofanej po upadku Filipin), kilku brytyjskich i australijskich okrętów oraz holenderskich jednostek, które wcześniej stacjonowały w Indiach Wschodnich. Główne siły obejmowały dwa okręty-bazy wodnosamolotów (USS „Langley” i USS „Childs”), dwa ciężkie krążowniki (USS „Houston” i HMS „Exeter”), siedem lekkich krążowników (Hr.Ms. „De Ruyter”, Hr.Ms. „Java” i Hr.Ms. „Tromp”, USS „Marblehead” i USS „Boise” – chociaż ten ostatni został zmuszony do opuszczenia terenu po uderzeniu w ławicę 21 stycznia – HMAS „Hobart” i HMAS „Perth”), 22 niszczyciele oraz być może ich największą siłę: 25 amerykańskich i 16 holenderskich okrętów podwodnych. Opierając się na Jawie, okręty te musiały podjąć walkę z Siłą Centralną i Siłą Zachodnią trzyczęściowego japońskiego ataku; na okręty bojowe Siły Centralnej składały się lekki lotniskowiec „Ryūjō”, nosiciele wodnosamolotów „Sanyo Maru” i „Sanuki Maru”, trzy lekkie krążowniki i 16 niszczycieli, podczas gdy Siła Zachodnia dysponowała pięcioma ciężkimi krążownikami i siedmioma niszczycielami. Ponadto cztery lotniskowce floty japońskiej („Akagi”, „Kaga”, „Hiryū” i „Sōryū”) oraz cztery pancerniki typu Kongō były w teatrze operacji.
Siły japońskie używały lotnisko na Tarakanie jako główną bazę lotniczą do 17 stycznia, dopóki Balikpapan nie zostało zdobyte tydzień później. Jednak holenderskie garnizony zniszczyły pola naftowe, zanim zostały pokonane przez Japończyków. Kilka japońskich okrętów zostało zniszczonych lub uszkodzonych w wyniku kontrataków morskich i powietrznych sił alianckich, jednak broniące się na lądzie holenderskie bataliony zostały pokonane przez siły japońskie. Do 28 stycznia Japończycy przejęli kontrolę nad lotniskami w Balikpapan, a ich samoloty operowały stamtąd od tej pory. Do końca stycznia siły japońskie zdobyły części wysp Celebes i holenderskiego Borneo. W lutym Japończycy wylądowali na Sumatrze i sprowokowali miejscową ludność indonezyjską do powstania przecierko Holendrom w Acehu.
Większość elementów morskich sił Sprzymierzonych została zniszczona w bitwach na Morzu Jawajskim i w Cieśninie Sundajskiej. jedynym amerykańskim okrętem większym niż niszczyciel, który przetrwał te starcia, był stary krążownik USS „Marblehead”. Ponadto siły lądowe na wyspach zostały szybko pokonane, a większość poważnego oporu pokonano w ciągu dwóch miesięcy od pierwszych desantów, chociaż kampania partyzancka na Timorze była z powodzeniem prowadzona jeszcze przez pewien czas. ABDA zostało rozwiązane około godz. 1:00 1 marca, niecałe dwa miesiące po powstaniu, przez adm. Conrada Emila Lamberta Helfricha.
9 marca holenderski dowódca poddał się wraz z generalnym gubernatorem Jonkheerem A.W.L. Tjarda van Starkenborgh Stachouwerem.
Operacje alianckie w Indonezji (z wyjątkiem Sumatry) były później kontrolowane przez SWPA pod dowództwem gen. Douglasa MacArthura.

## Następstwa
Siły alianckie nie próbowały odzyskać Jawy, Sumatry, Timoru ani Bali podczas trwania działań wojennych. Siły japońskie na tych wyspach poddały się po zakończeniu II wojny światowej. Większość japońskiego personelu wojskowego i kierowników administracji cywilnej została repatriowana do Japonii po wojnie, z wyjątkiem kilkuset, których zatrzymano w związku z podejrzeniem o popełnienie zbrodni wojennych, za które niektórzy z nich zostali później postawieni przed sądem. Około 1 tys. japońskich żołnierzy opuściło swoje jednostki i zasymilowało się z lokalnymi społecznościami. Wielu z tych żołnierzy udzieliło później pomocy Indonezyjskim Siłom Republikańskim podczas indonezyjskiej rewolucji narodowej.